# Santiago de María
Santiago de María – miasto w Salwadorze, w departamencie Usulután.